# Loggia Reale

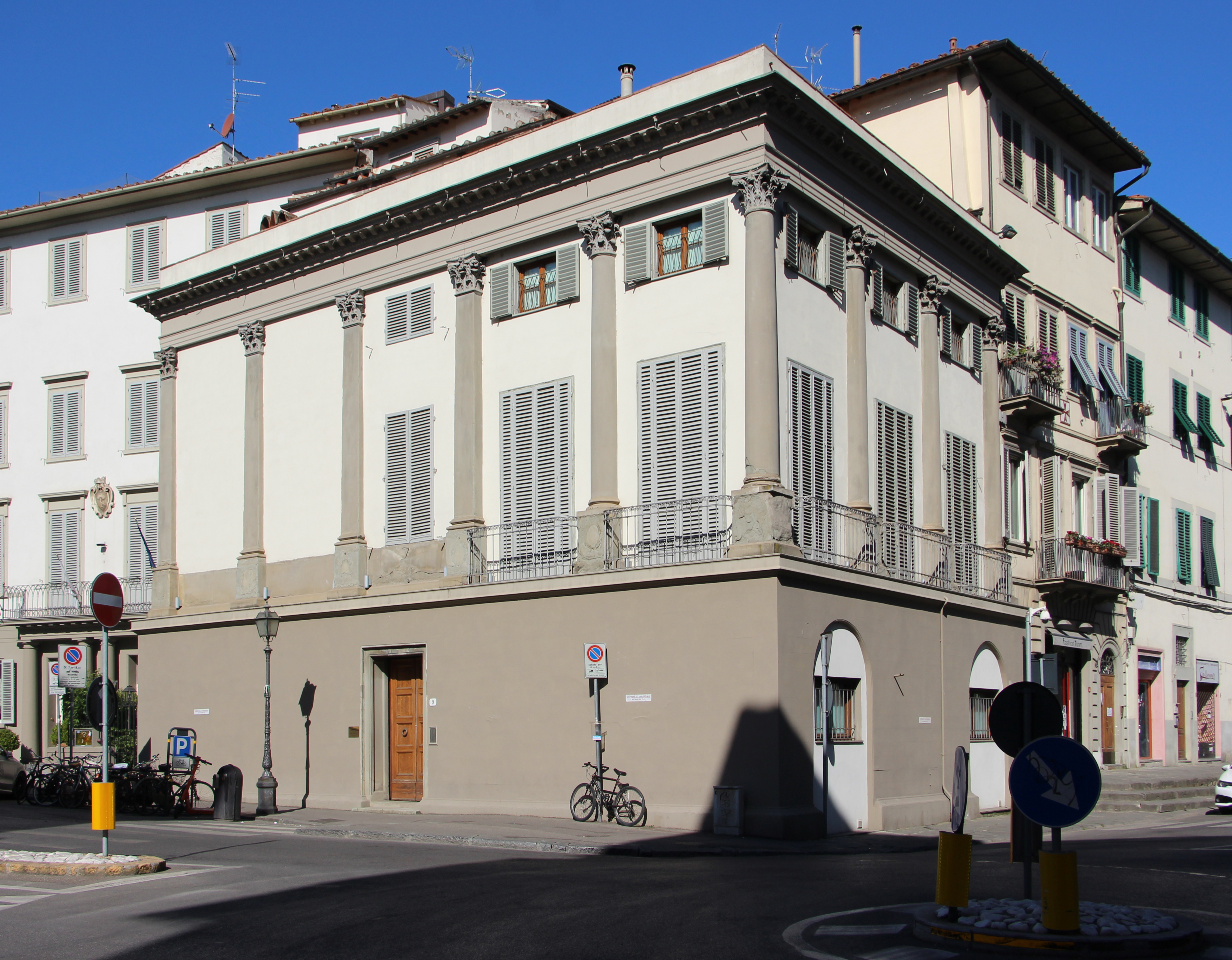
Loggia Reale

La Loggia Reale è un edificio nel Prato, angolo via Curtatone, a Firenze.
Si tratta del palazzo con loggiato al primo piano dal quale il Granduca assisteva ogni anno al palio dei Barberi, che partiva poco lontano da Porta al Prato, per terminare presso la Porta alla Croce: da lì, tramite un elaborato sistema di fumi colorati e specchi, la notizia del vincitore veniva trasmessa in tempo reale anche al Granduca.
L'edificio era stato realizzato nel 1820-1830 da Luigi de Cambray Digny ed è una delle più interessanti architetture neoclassiche di Firenze. Il piano terra è molto semplice, a imitazione di un podio romano, mentre il piano nobile è decorato da alte colonne corinzie, che disegnano una sorta di tempio pagano con cornicione, con gli intercolumni però tamponati da pareti dove si aprono alte finestre e balconcini con balaustra in ferro battuto.